# Rick Mofina

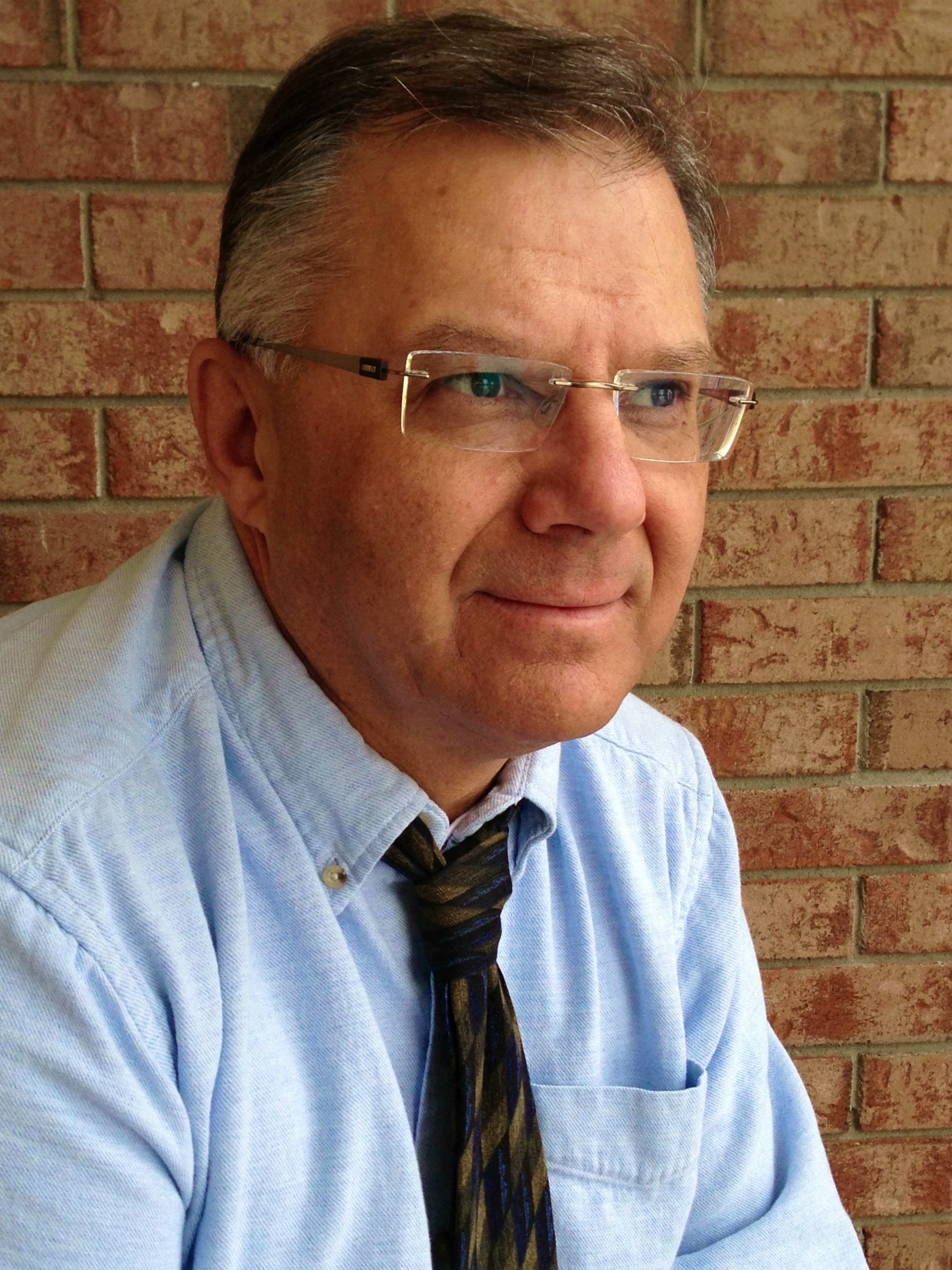
Rick Mofina

Rick Mofina (* in Belleville, Ontario) ist ein kanadischer Schriftsteller und früherer Reporter. Er schreibt Kriminalromane und Thriller, aber auch Kurzgeschichten.

## Leben
Rick Mofina wuchs in Belleville (Ontario) auf. Mit dem Schreiben fing er in der Grundschule an und als er 15 Jahre alt war, verkaufte er seine erste Kurzgeschichte an eine Zeitschrift in New Jersey. An der Carleton University in Ottawa studierte er Journalismus und englische Geschichte.
Danach arbeitete er als Reporter. Dabei berichtete er aus den USA, Kanada, der Karibik, Afrika und aus Kuwait an der Grenze zum Irak.
Mit If Angels Fall wurde 1999 sein erstes Buch veröffentlicht. Viele seiner Bücher wurden in andere Sprachen übersetzt.
Er arbeitet heute hauptberuflich als Kommunikationsberater in Ottawa und schreibt nebenbei Bücher und Kurzgeschichten.

## Auszeichnungen
- Arthur Ellis Award 2003, Bester Roman: Blood of Others
- Arthur Ellis Award 2006, Beste Kurzgeschichte: Lightning Rider. In: Michael Connelly (Hrsg.): Murder in Vegas: New Crime Tales of Gambling and Desperation

## Werke

### Tom Reed/Walt Sydowski - Reihe
- If Angels Fall. Pinnacle - Kensington, 1999, ISBN 0-7860-1061-4. (engl.)
- Cold Fear. Pinnacle - Kensington, 2001, ISBN 0-7860-1266-8. (engl.)
- Blood of Others. Pinnacle - Kensington, 2002, ISBN 0-7860-1267-6. (engl.)
- No Way Back. Pinnacle - Kensington, 2003, ISBN 0-7860-1525-X. (engl.)
- Be Mine. Pinnacle - Kensington, 2004, ISBN 0-7860-1526-8. (engl.)

### Jason Wade - Trilogie
- Glühende Angst.  Weltbild GmbH & Co. KG, 2018, ISBN 978-3-95973-675-6. (engl. Original: The Dying Hour. Pinnacle - Kensington, 2005, ISBN 0-7860-1697-3), übersetzt von Bernhard Liesen
- Brennende Lügen. Weltbild GmbH & Co. KG, 2018, ISBN 978-3-96377-163-7. (engl. Original: Every Fear. Pinnacle - Kensington, 2006, ISBN 0-7860-1746-5), übersetzt von Bernhard Liesen und Marie Henriksen
- A Perfect Grave. Pinnacle - Kensington, 2007, ISBN 978-0-7860-1848-2. (engl.)

### Jack Gannon - Reihe
- Geschändet. Mira Taschenbuch im Cora Verlag, 2010, ISBN 978-3-89941-774-6. (engl. Original: Vengeance Road. Mira, 2009, ISBN 978-0-7783-2638-0), übersetzt von Rainer Nolden
- Geächtet. Mira Taschenbuch im Cora Verlag, 2011, ISBN 978-3-89941-847-7. (engl. Original: The Panic Zone. Mira, 2010, ISBN 978-0-7783-2794-3), übersetzt von Rainer Nolden
- In Desperation. Mira, 2011, ISBN 978-0-7783-2948-0. (engl.)
- The Burning Edge. Mira, 2012, ISBN 978-0-7783-1301-4. (engl.)

### Kate Page - Reihe
- Sieh niemals weg.  LYX, 2017, ISBN 978-3-73630-358-4. (engl. Original: Whirlwind. Harlequin Mira, 2014, ISBN 978-0-7783-1609-1), übersetzt von Alfons Winkelmann
- Vergiss mich nicht. LYX.digital, 2018, ISBN 978-3-73630-361-4. (engl. Original: Full Tilt. Mira, 2015, ISBN 978-0-7783-1745-6), übersetzt von Alfons Winkelmann
- Every Second. Harlequin Mira, 2015, ISBN 978-1-4740-4497-4. (engl.)
- Free Fall. Harlequin Mira, 2016, ISBN 978-1-4740-5713-4. (engl.)

### Einzelwerke
- Der Countdown, Mira Taschenbuch im Cora Verlag, 2010, ISBN 978-3-89941-706-7. (engl. Original: Six Seconds, Mira, 2009, ISBN 978-0-7783-2612-0), übersetzt von Judith Heisig
- Three to the Heart. Carrick Publishing, 2012, nur als E-Book erschienen (engl.)
- They Disappeared. Harlequin Mira, 2012, ISBN 978-0-7783-1381-6 (engl.)
- Into the Dark. Harlequin Mira, 2013, ISBN 978-0-7783-1500-1 (engl.)
- The Only Human. Carrick Publishing, 2014, ISBN 978-1-9271-1478-0, nur als E-Book erschienen (engl.)
- Before Sunrise. Carrick Publishing, 2017, ISBN 978-1-7724-2053-1, nur als E-Book erschienen (engl.)
- Last Seen. Mira, 2018, ISBN 978-0-7783-1099-0 (engl.)

### Kurzgeschichten
- Blood Red Rings. In: Crime Spree Magazine. Issue #04, 2005 (engl.)
- Lightning Rider. In: Michael Connelly (Hrsg.): Murder in Vegas: New Crime Tales of Gambling and Desperation., Forge Books, 2005, ISBN 978-0-7653-0739-2. (engl.)
- A Lifetime burning in a Moment. In: Dead in the Water., Napoleon and Co, 2006, ISBN 978-1-894917-37-7. (engl.)
- They always came at Night. In: Mystery Ink: An Anthology of mystery Stories by Ontario Writers., Ginger Press, 2007, ISBN 978-0-921773-11-0[3]. (engl.)
- Go for Broke. In: Mystery Ink: An Anthology of mystery Stories by Ontario Writers., Ginger Press, 2007, ISBN 978-0-921773-11-0[3]. (engl.)
- As long as we both shall live. In: Blood on the Holly: An Anthology of Christmas Crime., Baskerville Books, 2007, ISBN 978-0-9686776-7-4. (engl.)
- Backup. In: Ottawa Magazine. July/August 2009. (engl.), Carrick Publishing, 2012, nur als E-Book erschienen (engl.)
- Three Bullets to Queensland. In: Dangerous Women & Desperate Men., Carrick Publishing, 2011, nur als E-Book erschienen (engl.)
- Last Pursuit, In: Original Sins: The Crime Writers' Association Anthology., Severn House Publishers, 2011, ISBN 978-0-7278-6999-9. (engl.)